# Lijst van burgemeesters van Berbroek
Dit is een chronologische lijst van burgemeesters van de Belgische voormalige gemeente Berbroek tot die gemeente op 1 januari 1971 fuseerde en opging in de gemeente Schulen.

## Koninkrijk België: Berbroek
| Periode     | Naam burgemeester         | Geboorte                | Overlijden          | Stroming/partij | Beroep         |
| ----------- | ------------------------- | ----------------------- | ------------------- | --------------- | -------------- |
| 1830 – 1849 | Vanswartenbroekx Pierre   | 26-08-1793 Berbroek     | 21-10-1849 Berbroek |                 | Bierbrouwer    |
| 1849 – 1852 | Hardy Pierre              | 25-05-1800 Rummen       | 14-07-1852 Diest    |                 | Landbouwer     |
| 1852 – 1864 | Colemont Gilles           | 1-09-1797 Stevoort      | 8-09-1877 Berbroek  |                 | Landbouwer     |
| 1864 – 1867 | Celis Martin              | 14-04-1804 Schulen      | 29-08-1870 Berbroek |                 | Graanhandelaar |
| 1867 – 1889 | Berden Paulus             | 30-03-1805 Geetbets     | 15-12-1889 Berbroek |                 | Landbouwer     |
| 1890 – 1921 | Smeets Joannes Franciscus | 19-02-1841 Berbroek     | 5-10-1924 Berbroek  |                 | Bierbrouwer    |
| 1921 – 1947 | Raes Theophile            | 17-08-1873 Herk-de-Stad | 13-03-1951 Hasselt  |                 | Landbouwer     |
| 1947 – 1952 | Smeets Jan                | 15-06-1892 Berbroek     | 10-06-1983 Hasselt  |                 | Bierhandelaar  |
| 1953 – 1970 | Forier Jules              | 13-04-1894 Spalbeek     | 29-03-1979 Berbroek |                 | Veehandelaar   |